# Егорова, Валентина Михайловна
Валенти́на Миха́йловна Его́рова (девичья фамилия — Васильева; род. 16 февраля 1964, Изедеркино, Моргаушский район, Чувашская АССР, РСФСР, СССР) — советская и российская легкоатлетка, специалистка по бегу на длинные дистанции. Олимпийская чемпионка 1992 года в марафоне. Воспитанница чебоксарской легкоатлетической школы.

## Биография
Валентина Егорова родилась 16 февраля 1964 года в деревне Изедеркино Моргаушского района Чувашии в семье колхозников. Мать, Васильева Рената Егоровна, и отец, Васильев Михаил Антонович — на пенсии.
Обучалась в Сосновской восьмилетней школе. Окончила Волгоградский институт физической культуры (1997). Её первый тренер — заслуженный тренер России Геннадий Васильев.
В 1988 году впервые попала в легкоатлетическую сборную СССР. Первым крупным стартом спортсменки стал Чемпионат Европы 1990 года в Сплите, где Егорова завоевала серебряную медаль, уступив фаворитке португалке Розе Моте всего 5 секунд. На Лондонском марафоне 1991 года Егорова стала третьей.
Самым большим успехом в карьере спортсменки стали Игры 1992 года в Барселоне, где она под руководством своего тренера Михаила Кузнецова победила в марафоне в составе Объединённой команды. Олимпийский марафон проходил очень напряжённо, до последних метров дистанции Егорова соперничала с японкой Юко Аримори, однако на финише смогла обойти её на 8 секунд.
В 1993 и 1994 году Егорова побеждала на престижном Токийском марафоне, а в 1995 году она стала на нём второй. В 1994 году она также приняла участие в Бостонском марафоне и, несмотря на то, что стала там второй, уступив немке Уте Пиппиг, результат показанный Егоровой — 2 часа 23 минуты и 33 секунды — стал лучшим в её карьере и высшим российским результатом.
Егорова принимала участие и в полумарафоне. В 1995 году она выиграла чемпионат мира на этой дистанции.
На Олимпийских играх в Атланте 1996 года Валентина завоевала серебряную олимпийскую медаль уже в составе сборной России, вновь опередив Аримори и уступив 2 минуты эфиопской спортсменке Фатуме Робе.
Последним крупным успехом в карьере Егоровой стала победа на Наганском марафоне 1999 года.

## Награды
- Заслуженный мастер спорта СССР (1992).

- Почётный гражданин Чебоксар (1995) и Токио (1996). Награждена медалью ордена «За заслуги перед Отечеством» II степени и орденом «За заслуги перед Чувашской Республикой» (15 июня 2007 года)[4]. В Чувашии проходят традиционные легкоатлетические соревнования на призы Валентины Егоровой.
- Памятная медаль «100-летие образования Чувашской автономной области» (2020)